# 무카이 도시아키

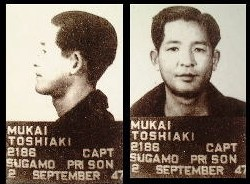

무카이 도시아키(向井敏明, むかい としあき, 1912년 6월 3일 ~ 1948년 1월 28일)는 일본의 육군 군인이다. 야마구치현 출신으로, 패전 당시의 계급은 육군 소좌이다. 중일전쟁에 참가하여 노다 쓰요시와 같이 난징 전투 때 벌어진 100인 참수 경쟁의 용의자로 체포되어 처형되었다.

## 같이 보기
- 100인 참수 경쟁
- 난징대학살